# Taft (Louisiana)
Taft è un census-designated place (CDP) degli Stati Uniti d'America, situato nello stato della Louisiana, in particolare nella parrocchia di St. Charles.
Stando al censimento degli Stati Uniti d'America del 2000, il CDP è disabitato.